# The Ejected
The Ejected est un groupe anglais de punk rock / Oi! originaire de Dagenham, dans la banlieue de Londres, actif principalement entre 1981 et 1983. Ils se sont reformé depuis 1999.

## Histoire

### Formation
Le groupe a été formé par les anciens membres de Dawn Patrol, Big Jim Brooks (chant, guitare), Gary Sandford (basse, chant) et le batteur Mick 'Sticks' Robinson. UK Subs, Cockney Rejects, Angelic Upstarts et The Clash sont leurs influences majeures. Signant sur le label Riot City, leur première sortie était une contribution à la compilation de divers artistes Carry On Oi .

### 1982: 1ers enregistrements
1982 a vu la sortie du premier EP du groupe Have You Got 10p, une chanson à laquelle le groupe a déjà répondu par une pluie de pièces de 10p tout au long de leur set. L'EP a atteint le numéro 8 dans le UK Indie Chart, et a vu le groupe recevoir beaucoup de couverture médiatique, y compris une interview de Garry Bushell dans Sounds . Cela a été suivi par l' EP Noise For The Boys et le premier album A Touch Of Class, avec Paul Griffiths remplaçant Robinson à la batterie.
Sandford a ensuite quitté le groupe pendant une courte période, remplacé par l'ancien bassiste de 'DIRT' Paul Quain pour l'EP Press The Button.

### 1983: Nouveaux enregistrements et scission
Lorsqu'il s'agissait d'enregistrer le deuxième album Spirit Of Rebellion en 1983, Quain a disparu pendant quelques mois et Sandford est donc revenu au bercail, le groupe acquérant également un deuxième guitariste, Kev 'Dynamow' Pallett. Cet album a été produit par Nicky Garratt de UK Subs et a obtenu un son beaucoup plus complet.
Un autre EP intitulé 'Public Animals' est resté inédit en raison du repli de Riot City Records et de la scission ultérieure du groupe.
Les quatre membres ont ensuite formé le groupe pop/reggae « The New Hawaiians » pendant un certain temps avant que Sandford et Griffiths ne partent pour former « 4 Minutes to Moscow » avec la choriste de « Hawaiiians » Karen Schouw aux claviers et « Tish » à la guitare. Brooks a ensuite formé le groupe pop/reggae Jo Jo Republic.

### 1999: reformation
En 1999, The Ejected s'est reformé, avec la formation originale de Brooks, Sandford et Robinson, enregistrant quelques pistes supplémentaires pour un album compilation qui comprenait également l'EP inédit "Public Animals".
En 2014, The Ejected se sont reformés à nouveau pour le festival TNT à Hartford, Connecticut pendant le week-end de la fête du Travail et ont récemment joué au Rebellion Punk Festival à Blackpool. Les sessions du groupe sont les membres du groupe Sol Silver, Jonny Romain (Guitare), Paul Berry (Basse) et Danny Blair (Batterie). Le groupe vend maintenant des livres lors de leurs concerts qui parlent de leur histoire.

## Discographie
Les classements affichés dans les charts proviennent du UK Indie Chart.

### EP
- Have You Got 10p? EP (1982) Riot City (#8)
- Noise For The Boys EP (1983) Riot City (#28)
- Press The Button EP (1983) Riot City (#32)

### Albums
- A Touch of Class (1983) Riot City
- The Spirit of Rebellion (1984) Riot City
- Back From The Dead! (2016) Randale Records
- Game Of Survival! (2017) Randale Records
- Come 'n' Get It! (2018) Randale Records

### Compilation
- The Best Of The Ejected (1999) Captain Oi!